# 스티브 탤리
스티브 탤리(Steve Talley, 1981년 8월 12일 ~ )는 미국의 배우이다.

## 출연 작품
- 데드라인 (2012)
- 비욘드 더 블랙보드 (2011)
- 홀 인 원 (2010)
- 퍼스트 데이트 (2010)
- 엽기 캠퍼스 3 (2009)
- 아메리칸 파이 6 - 베타 하우스 (2007)
- 아메리칸 파이 5 (2006)
- 평화로운 전사 (2006)
- 썸머랜드 (2004)